# Кумкейми
Кумкейми (пол. Kumkiejmy, нім. Kumkeim) — село в Польщі, у гміні Гурово-Ілавецьке Бартошицького повіту Вармінсько-Мазурського воєводства.
Населення — 55 осіб (2011).

## Демографія
Демографічна структура станом на 31 березня 2011 року:
|          | Загалом | Допрацездатний вік | Працездатний вік | Постпрацездатний вік |
| -------- | ------- | ------------------ | ---------------- | -------------------- |
| Чоловіки | 22      | 4                  | 16               | 2                    |
| Жінки    | 33      | 9                  | 16               | 8                    |
| Разом    | 55      | 13                 | 32               | 10                   |